# ジョセフ・ソアレス
ジョセフ・ソアレス（Joseph Soares、1959年8月13日 – ）は、アメリカ合衆国のウィルチェアーラグビー選手、指導者。選手として1996年パラリンピックで金メダルを獲得。その後カナダ、イギリス、ポーランド、ドイツで代表チームの監督を歴任した。2005年のドキュメンタリー映画『マーダーボール』の登場人物のモデルとしても知られる。

## 生涯
ソアレスはポルトガルの貧しい家庭に誕生。11歳の時にアメリカ合衆国のロードアイランド州プロビデンスに移住。ソアレスは9歳の時に急性灰白髄炎を発症し、両足の機能を失った。はじめ彼は松葉杖を使用していたが、高校時代に車椅子へと切り替えた。その理由について彼は、機動性を確保できることと、女の子が車椅子のほうを好んだためであると述べた。
ソアレスは1969年からラグビー競技を始め、2005年まで全米選手権に13大会連続で出場した。1996年、彼はジョージア州アトランタで開催されたパラリンピック大会にアメリカ代表として出場、金メダルを獲得した。また彼は1996年、全米オープンの車いすテニス競技にクアドA部門で出場。シングルスで準優勝を、ダブルスで優勝を獲得した。
ソアレスは1996年にアメリカ代表チームから外され、復帰を求める訴訟も失敗した。その後ソアレスにはアメリカ代表チームからコーチ就任の申し入れが来たが、彼は辞退した。彼はラグビー競技との関わりを続けることを望み、カナダ代表チームの監督に就任した。2002年、スウェーデンのヨーテボリで開催されたウィルチェアーラグビー世界選手権においてカナダ代表は決勝へ進み、当時無敗であったアメリカ代表チームと対戦した。カナダ代表はソアレスの指揮によりアメリカ代表を破り、同大会で初優勝した。
2005年、ソアレスはカナダ代表チーム監督を解任され、イギリス代表チームの監督となった。ソアレスとイギリス代表チームとの契約は2008年6月に満了した。2010年、ソアレスはドイツ代表チームの監督に就任。彼の在任中、ドイツ代表はIWRF世界ランキングを上げることに失敗し、2010年の世界選手権ではランキングを7位から10位に落とした。ソアレスは2011年の欧州選手権でもドイツ代表を指揮したが過去最悪の成績に終わり、2012年ロンドンパラリンピックの出場権も失った。
ソアレスは妻パトリシアとの間に2人の息子（ジョセフ、ロバート）をもうけた。彼がカナダ代表チームの監督を務めていたとき、居住地はアメリカであった。